# Goldscheitelwürger
Der Goldscheitelwürger (Laniarius barbarus) ist eine Vogelart aus der Familie der Buschwürger (Malaconotidae).
Der Vogel kommt in Westafrika von Senegambia und Guinea bis Tschad und Kamerun vor.
Der Lebensraum umfasst dichtes Unterholz in trockener, baumbestandener Savanne, Dickicht auf großen, alten Termitenhügeln, buschbestandene Uferränder, Galeriewald, dichten Akazienwald in Wassernähe, Hecken, auch große Gärten in Ghana und dichtes Küstengebüsch in Nigeria.
Der Artzusatz kommt von lateinisch barbarus ‚wild‘.
Dieser Buschwürger ist ein Standvogel.

## Merkmale
Der Vogel ist 23–25 cm groß und wiegt 44–53 g. Er ist auffällig schwarz und karminrot gefärbt und ist der einzige Buschwürger in großen Teilen Westafrikas. Von der Stirn bis über den Nacken hinaus ist er oliv-gelb, vorne und an den Seiten des Scheitels deutlicher gelb. Zügel, ein schmaler Überaugenstreif, Wangen, Ohrdecken, Nackenseiten und die Oberseite einschließlich der Flügeln und des langen Schwanzes sind schwarz mit dunkelblauem Glanz, der Bürzel hat meist nicht sichtbare weiße Subterminalflecken. Vom Kinn abwärts ist der Vogel leuchtend karminrot, Steiß und Unterschwanzdecken sind gelblich-braun, die Flügelunterseiten sind schwarz. Die Iris ist dunkelbraun, der Schnabel schwarz, die Beine schiefergrau oder bläulich-grau. Die Geschlechter unterscheiden sich nicht. Jungvögel haben einen senffarbenen Scheitel, sind oben gleichmäßig dunkelbraun, die Flügeldecken haben gelbliche Spitzen, die Unterseite ist ockergelb mit einiger dunkler Bänderungen seitlich an der Brust, an den Flanken und am Steiß. Die Augen sind dunkelbraun. Die Art unterscheidet sich vom in Nigeria, Kamerun und Tschad im gleichen Lebensraum vorkommenden Scharlachwürger (Laniarius erythrogaster) durch den breiten gelben Streifen auf dem Scheitel.

## Geografische Variation
Es werden folgende Unterarten anerkannt:
- L. b. helenae Kelsall, 1913, – Sierra Leone, Kopffärbung ist rotbraun oder orange-braun, nicht olivfarben-gelb
- L. b. barbarus (Linnaeus, 1766), Nominatform – Senegal und Gambia bis Tschad

## Stimme
Diese Art ruft perfekt aufeinander abgestimmt im Duett, meist ein lautes, klares, hallend-fließendes "whee-u", "kweeho" oder "tyaw", beantwortet durch einen kurzen Triller "kikiki" oder "ch-chacha". Beide Geschlechter können den Wechselgesang beginnen. Der Vogel ist scheu und meist nur durch die Lautäußerungen zu finden.

## Lebensweise
Die Nahrung besteht hauptsächlich aus Insekten, gelegentlich kleinen Vögel und Küken, die einzeln und paarweise in Bodennähe, aber auch bis 5 m Höhe gesucht werden.
Die Brutzeit liegt hauptsächlich in der Regenzeit, zwischen August und September in Mauretanien, zwischen Januar und September in Gambia, in Mali nördlich des 13° Breitengrades zwischen April und September, südlich zwischen November und Dezember, zwischen April und Mai in Ghana, und zwischen Juni und August in Nigeria. Die Art ist monogam und standorttreu, sie zeigt Balzflüge. Das Nest wird in 1–5 m Höhe im Dickicht oder einem kleinen Baum angelegt. Das Gelege besteht aus 2 Eiern.

## Gefährdungssituation
Der Bestand gilt als „nicht gefährdet“ (Least Concern).